# Osinja
Osinja (en serbe cyrillique : Осиња) est un village de Bosnie-Herzégovine. Il est situé dans la municipalité de Derventa et dans la république serbe de Bosnie. Selon les premiers résultats du recensement bosnien de 2013, il compte 1 407 habitants.

## Démographie

### Évolution historique de la population dans la localité
| 1948 | 1953 | 1961  | 1971  | 1981  | 1991   | 2013  |
| ---- | ---- | ----- | ----- | ----- | ------ | ----- |
| -    | -    | 1 956 | 2 041 | 2 063 | 1 890, | 1 407 |

|  |